# BOEL test
BOEL test (Blicken Orienterar Efter Ljudet со швед. — «Взгляд ориентируется по звуку») — разработанный в Швеции и широко использующийся в Европе метод диагностики слуховых отклонений у детей в возрасте 7-9 месяцев. В начале теста устанавливается зрительный контакт с ребёнком, затем испытующий звонит в колокольчик, расположенный на расстоянии 15 см за спиной ребёнка. Ребёнок с нормальным слухом должен отреагировать на звук и повернуть голову в направлении источника звука. Отсутствие реакции или замедленная реакция может указывать на нарушение слуха.